# 鋼琴五重奏 (舒曼)
E♭大調鋼琴五重奏，作品44，是罗伯特·舒曼最著名的室內樂作品，亦是同類型作品的開先河者。

## 背景
在完成弦樂四重奏（作品41）之後，舒曼隨即展開作品44的寫作。將鋼琴與弦樂四重奏結合的配器構想，在當時是前無古人的做法，卻為舒曼帶來了意想不到的成功。作曲後輩如布拉姆斯、法蘭克、德弗乍克、雷格等人的同類型作品，都或多或少地參考了舒曼的先例。
作品44完成於1842年10月，並於翌年1月8日假萊比錫布商大廈首演，由克拉拉·舒曼擔任鋼琴演奏。同年，由布赖特科普夫与黑特尔正式出版了此作。

## 分析
在配器上，鋼琴的占比十分顯著，顯示作曲家對鋼琴足以與弦樂抗衡的期待。鋼琴應該如何達到有力的平衡，卻又不至於製造音準瑕疵，是演奏這首五重奏的最大挑戰。

## 外部連結
- 舒曼鋼琴五重奏：国际乐谱典藏计划上的乐谱